# Umfilianus mossopi
Umfilianus mossopi är en insektsart som beskrevs av Capener 1951. Umfilianus mossopi ingår i släktet Umfilianus och familjen hornstritar. Inga underarter finns listade i Catalogue of Life.